# Connie Talbot
Connie Talbot (ur. 20 listopada 2000 w Walsall) – brytyjska piosenkarka.

## Życiorys
Uczestniczka I edycji programu Britain’s Got Talent, w którym dotarła do finału, przegrywając z Paulem Pottsem. W eliminacjach zaśpiewała piosenkę Over the Rainbow z filmu Czarnoksiężnik z Oz. Jak sama przyznała przed występem, śpiewa od drugiego roku życia, a piosenkę, która przyniosła jej sławę śpiewała wielokrotnie ciężko chorej babci. W półfinale wykonała piosenkę Ben z repertuaru Michaela Jacksona.
Po zakończeniu programu podjęła współpracę z firmą Rainbow Recording Company, nagrywając swój pierwszy album Over the rainbow, którego brytyjska premiera miała miejsce 26 listopada 2007. Już w grudniu 2007 płyta uzyskała w Wielkiej Brytanii status złotej płyty, w Hongkongu i na Tajwanie platynowej, a w Korei Południowej podwójnej platyny. W maju 2008 odbyła tournee po Azji, promując swoją płytę.
Connie mieszka w Streetly, dzielnicy Walsall, razem z rodzicami (Sharon i Gavin) oraz bratem Joshem i siostrą Mollie.

## Dyskografia
| Over the Rainbow                | - Data: 26 listopada 2007 - Wydawca: Rainbow Recording Company | 43 | 35 | - UK: złota płyta |
| Connie Talbot's Christmas Album | - Data: 24 listopada 2008 - Wydawca: Rainbow Recording Company | –  | 94 |                   |
| Holiday Magic                   | - Data: 13 października 2009 - Wydawca: Evolution Music Group  | –  | –  |                   |
| Beautiful World                 | - Data: 26 listopada 2012 - Wydawca: Evolution Music Group     | –  | –  |                   |
| Matters To Me                   | - Data: 25 marca 2016 - Wydawca: Evolution Music Group         | –  | –  |                   |
| "—" album nie był notowany.     |                                                                |    |    |                   |